# Cornovii (kornski)
Cornovii su keltsko pleme koji su naseljavali daleki jugozapadni poluotok Velike Britanije tijekom željeznog doba, rimskog i postrimskog doba, te je po njima nazvan Cornwall.